# Мірела Маніяні
Мірела Маніяні (грец. Μιρέλα Μανιάνι; 21 грудня 1976, Дуррес) — албанська, а пізніше — грецька легкоатлетка, дворазова призерка Олімпійських ігор у метанні списа.
Дебютувала на міжнародній арені, представляючи Албанію на чемпіонаті Європи 1994 року в Гельсінках, де посіла 22-ге місце. Наступного року виграла срібну медаль на юніорському чемпіонаті Європи й стала 12-ю на чемпіонаті світу в Гетеборзі. На Олімпіаді в Атланті, де була прапороносицею національної збірної, посіла 24-е місце.
1997 року одружилася з важкоатлетом Георгіосом Тзелілісом і почала виступати за Грецію під прізвищем Маніяні-Тзелілі. Першими результатами виступів під новим прапором стали 11-те місце на чемпіонаті світу 1997 і 9-те місце на чемпіонаті Європи 1998.
Після цього спортивні досягнення Маньяні досягли свого піку. Спортсменка стала чемпіонкою світу в 1999 і 2003 роках, срібною призеркою чемпіонату світу 2001 року, чемпіонкою Європи 2002 року. Крім того, Маньяні стала срібною призеркою Олімпіади в Сіднеї й завоювала бронзову медаль на наступних Іграх в Афінах.
Завершила спортивну кар'єру 2005 року. Дотепер залишається рекордсменкою як Албанії (62,64 м), так і Греції (67,51 м) у метанні списа.